# أندريه فلوري (لاعب رماية)
أندريه فلوري (بالفرنسية: André Fleury)‏ هو لاعب رماية فرنسي، (ولد في شانتيه في فرنسا 1882 – 1974 م).

## وصلات خارجية
- أندريه فلوري على موقع الاتحاد الدولي (الإنجليزية)
- أندريه فلوري على موقع اللجنة الأولمبية الدولية (الإنجليزية)
- أندريه فلوري على موقع أوليمبيديا (الإنجليزية)